# Іріон (округ, Техас)
Шаблон:StateAbbr_ 31°18′ пн. ш. 100°59′ зх. д. / 31.3° пн. ш. 100.98° зх. д.
Округ Іріон (англ. Irion County) — округ (графство) у штаті Техас, США. Ідентифікатор округу 48235.

## Історія
Округ утворений 1889 року.

## Демографія
За даними перепису 2000 року загальне населення округу становило 1771 осіб, усе сільське. Серед мешканців округу чоловіків було 887, а жінок — 884. В окрузі було 694 домогосподарства, 524 родин, які мешкали в 914 будинках. Середній розмір родини становив 2,97.
Віковий розподіл населення поданий у таблиці:
| Стать    | До 15 років | 15-21 | 22-29 | 30-39 | 40-49 | 50-65 | 65-85 | Понад 85 |
| -------- | ----------- | ----- | ----- | ----- | ----- | ----- | ----- | -------- |
| Чоловіки | 179         | 90    | 56    | 115   | 139   | 172   | 127   | 9        |
| Жінки    | 194         | 54    | 57    | 145   | 132   | 162   | 125   | 15       |

## Суміжні округи
- Том-Грін — північ/схід
- Шлайхер — південний схід
- Крокетт — південний захід
- Рейган — захід

## Виноски
1. ↑  Texas State Historical Association, Barkley R. R., Tyler R. C. Handbook of Texas — Texas State Historical Association, 1952. — ISBN 978-0-87611-151-2
2. ↑  U.S. Decennial Census. United States Census Bureau. Архів оригіналу за 26 квітня 2015. Процитовано 30 квітня 2015.
3. ↑  Texas Almanac: Population History of Counties from 1850–2010 (PDF). Texas Almanac. Архів оригіналу (PDF) за 19 квітня 2015. Процитовано 30 квітня 2015.
4. ↑  State & County QuickFacts. United States Census Bureau. Архів оригіналу за 18 жовтня 2011. Процитовано 17 грудня 2013. [Архівовано 2011-10-18 у Wayback Machine.](англ.) Наведено за англійською вікіпедією.
5. ↑  American FactFinder. Бюро перепису населення США. Архів оригіналу за 26 лютого 2012. Процитовано 31 січня 2008. [Архівовано 2008-05-21 у Wayback Machine.]

| США | Це незавершена стаття з географії США. Ви можете допомогти проєкту, виправивши або дописавши її. |